# Qairat Nükenow
Qairat Temirschotuly Nükenow (kasachisch Қайрат Теміршотұлы Нүкенов, russisch Кайрат Темиршотович Нукенов Kairat Temirschotowitsch Nukenow; * 15. September 1970 in Sacharowka, Kasachische SSR) ist ein kasachischer Politiker. Seit Juli 2019 ist er Bürgermeister der Stadt Pawlodar.

## Leben
Qairat Nükenow wurde 1970 im Dorf Sacharowka im Kreis Schelesin im Gebiet Pawlodar geboren. Er machte 2002 einen Abschluss an der Sibirischen Staatlichen Akademie für Kraftfahrzeugwesen und Straßenbau im russischen Omsk. 2014 folgte ein weiterer Abschluss an der Staatlichen Agraruniversität Omsk.
Seine berufliche Laufbahn begann er 1987 in einem staatlichen Agrarbetrieb im Kreis Schelesin. Ab 1990 arbeitete er in verschiedenen Betrieben und wurde später auch Direktor verschiedener Unternehmen in Pawlodar. Ab 2012 bekleidete Nükenow auch politische Ämter. So war er von 2012 bis 2013 Äkim des Kreises Schelesin, bevor er Leiter der Abteilung für Wirtschaft und Handel des Gebietes Pawlodar wurde. Im Juni 2014 wurde er Bürgermeister der Stadt Aqsu. Am 29. April 2016 wurde er zum Bürgermeister von Ekibastus ernannt. Nach etwas mehr als zwei Jahren in diesem Amt wurde er am 13. August 2018 zum ersten stellvertretenden Gouverneur des Gebietes Türkistan ernannt. Nur wenige Monate später verließ er diesen Posten und wurde am 15. Februar 2019 stellvertretender Gouverneur des Gebiets Pawlodar.
Seit dem 10. Juli 2019 ist er Bürgermeister der Stadt Pawlodar.